# Hörgá

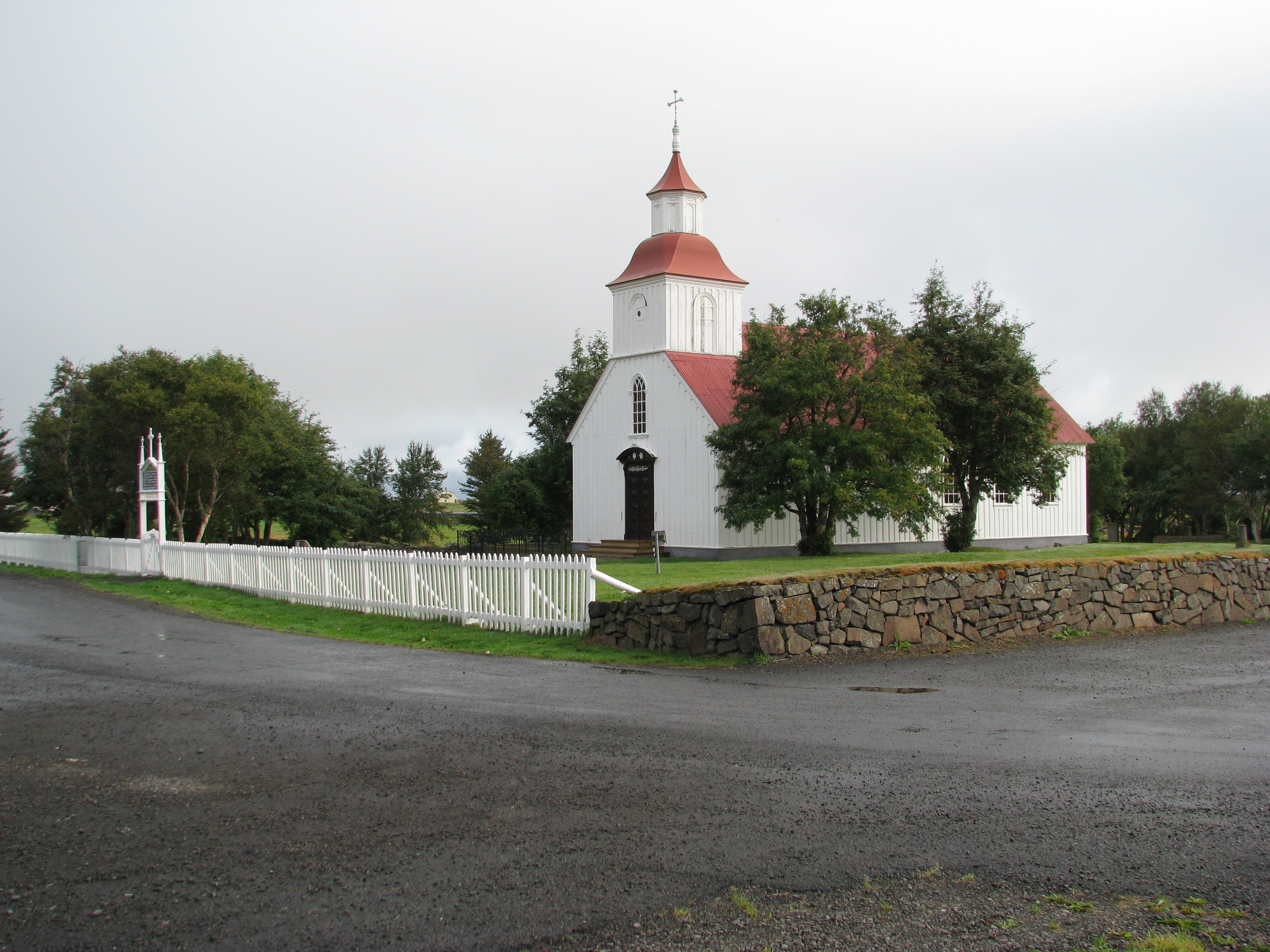
Kerk van Möðruvellir, Hörgárdalur.

De Hörgá is een rivier in het noorden van IJsland. De rivier is ongeveer 50 kilometer lang, stroomt door het Hörgárdalur dal en mondt iets ten noorden van Akureyri uit in de Eyjafjörður fjord. De Hörgá is een zeer goede visrivier. Even ten oosten van deze rivier ligt het gehucht Möðruvellir, waar de IJslandse priester en schrijver Jón Sveinsson is geboren. 